# The Amazing Adventures of Mr. F. Lea
The Amazing Adventures of Mr. F. Lea è un videogioco arcade del 1982 realizzato dalla software house statunitense Pacific Novelty.

## Modalità di gioco
The Amazing Adventures of Mr. F. Lea è un titolo composto da quattro diversi minigiochi, due dei quali sono evidenti cloni di videogiochi più famosi del periodo. In ciascuno di essi viene controllato il protagonista, una pulce di nome Mr. F. Lea. Di seguito sono elencate le loro descrizioni:
- Lawnmower - Basato su Frogger della Konami. Mr. F. Lea deve raggiungere le quattro le cucce situate sulla parte alta dello schermo, attraversando prima la zona dei tosaerba e poi quella dei cani;
- Dog Hollow - Basato su Donkey Kong della Nintendo. Mr. F. Lea deve arrivare in cima alla collina dove si trova la cuccia del cane. Nella salita deve evitare saltando ossi e palloni;
- Dog's Tail - Mr. F. Lea semplicemente salta e si aggrappa alle code dei cani;
- Dog's Back - Mr. F. Lea percorre tutta la schiena del cane fino a giungere alla testa. Anche qui si devono evitare saltando gli ossi e i palloni.

Terminati tutti i minigiochi la sessione ricomincia, con difficoltà aumentata. 